# Neptune Beach
Neptune Beach város az USA Florida államában, Duval megyében. Lakosainak száma 7217 fő (2020. április 1.).

## Népesség
A település népességének változása:

| 2010 | 7 037 |
| 2020 | 7 217 |